# Auxis thazard thazard
Il biso o tombarello (Auxis thazard o  Auxis thazard thazard) è un pesce di mare della famiglia Scombridae. Il nome comune è condiviso con Auxis rochei.

## Distribuzione e habitat
È una specie cosmopolita e lungo le coste europee sale a nord fino alla Manica, nel mar Mediterraneo è molto comune e così anche in tutti i mari italiani.
È un pesce pelagico e si può trovare sia in acque costiere che al largo.

## Descrizione
È molto simile al tonno come aspetto generale ma si può riconoscere dagli altri membri della famiglia sia per le dimensioni, che non superano il mezzo metro ed il kg e mezzo di peso che per le due pinne dorsali separate ampiamente e per i disegni neri irregolari sul dorso simili a quelli dello sgombro, che arrivano poco più avanti della punta della pinna pettorale.
Il colore generale è blu scuro che sfuma nel grigio piombo sul ventre e sui fianchi. La pinna anale è bianca, le altre pinne grigie. La struttura è quella di un tonno in miniatura piuttosto che di uno sgombro, così la pinna caudale falcata, le pinne pettorali e ventrali sono piccole, la bocca relativamente piccola, ecc.
Le scaglie sono presenti solo nella zona toracica (corsaletto) e lungo la linea laterale.

## Alimentazione
Si ciba esclusivamente di altri pesci, soprattutto clupeidi.

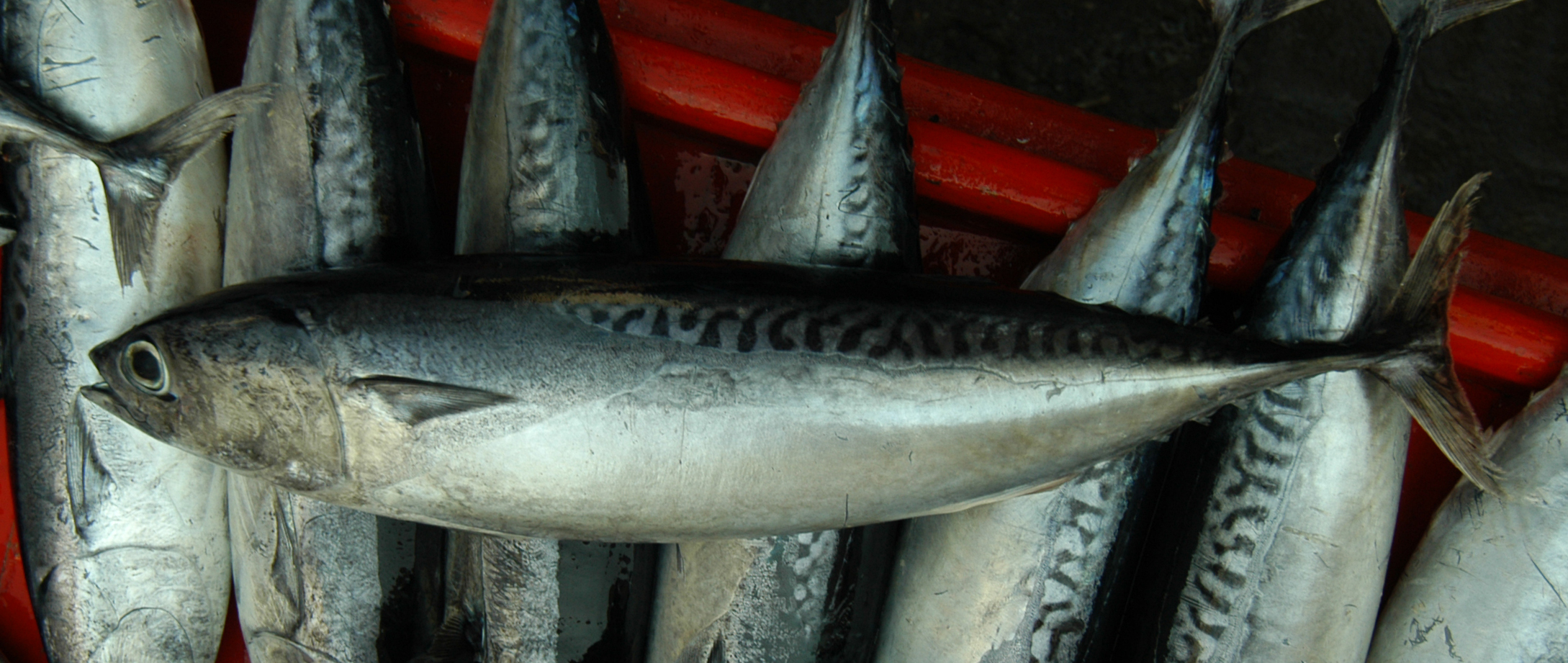
Alcuni esemplari pescati

## Riproduzione
Avviene in estate, uova e larve sono pelagiche.

## Biologia
Vive in banchi fittissimi.

## Pesca
Si cattura in gran numero sia con le lenze a traina che con tonnare e reti da circuizione. È apprezzato dai pescatori sportivi per la resistenza che oppone alla cattura, meno per le carni che, seppur buone, per alcune persone sono un po' indigeste e, talvolta, addirittura lassative perché oleose e sanguinolente, ma ottime sottolio, dopo aver eliminato il sangue in eccesso.